# Wydział Fizyki i Informatyki Stosowanej Akademii Górniczo-Hutniczej w Krakowie
Wydział Fizyki i Informatyki Stosowanej AGH (WFiIS) – jeden z 18 wydziałów Akademii Górniczo-Hutniczej im. Stanisława Staszica w Krakowie. Siedziba wydziału znajduje się w budynku D-10 na terenie kampusu AGH przy ul. Reymonta 19.
Budynkiem w całości przeznaczonym działalności Wydziału Fizyki i Informatyki Stosowanej jest budynek D-10 przy ulicy Reymonta. Mieści się w nim dziekanat i biblioteka oraz odbywa się większość zajęć. Biuro dziekana oraz biuro administracyjne wydziału znajdują się na III piętrze tegoż budynku. Ponadto część biur i sal znajduje się w budynku D-11, a na II piętrze budynku C-1 siedzibę ma Katedra Fizyki Ciała Stałego.
Wydział ten był liderem Krakowskiego Konsorcjum Naukowego im. Mariana Smoluchowskiego, które na lata 2012-2017 uzyskało status jednostki flagowej polskiej nauki – Krajowego Naukowego Ośrodka Wiodącego. W 2013 wydział ten uzyskał najwyższą kategorię naukową A+, jako pierwszy i do 2017 jedyny Wydział Akademii Górniczo-Hutniczej. Utrzymał on tę kategorię w ewaluacji jakości działalności naukowej w 2017 roku.
Do 1.10.2019, czyli do reformy szkolnictwa wyższego Rada Wydziału posiadała uprawnienia do 
- nadawania stopnia doktora w dziedzinie nauk fizycznych w dyscyplie fizyka,
- nadawania stopnia doktora w dziedzinie nauk fizycznych w dyscyplie biofizyka,
- nadawania stopnia doktora habilitowanego w dziedzinie nauk fizycznych w dyscypline fizyka
- oraz wnioskowania o nadanie tytułu naukowego profesora w dziedzinie nauk fizycznych.

## Historia
Katedrę Fizyki Akademii Górniczej założono w 1919 roku wraz z powstaniem uczelni, a jej pierwszym kierownikiem był prof. dr Jan Stock. W 1925 roku jego następcą został prof. Mieczysław Jeżewski, który wspólnie ze swoimi współpracownikami prowadził badania nad własnościami dielektryków i ciekłych kryształów. Jego uczeń, Marian Mięsowicz, późniejszy profesor, dokonał odkrycia anizotropii lepkości ciekłych kryształów. Po II wojnie światowej katedra podzieliła się na dwie części: kierowaną przez prof. Jeżewskiego i badającą własności dielektryków i magnetyków oraz na kierowaną przez prof. Mięsowicza badająca fizykę promieniowania kosmicznego.
W 1962 roku na bazie drugiej z katedr powstał Instytut Technologii Jądrowej, pięć lat później przemianowany na Międzyresortowy Instytut Fizyki i Techniki Jądrowej AGH. Jego dyrektorem został prof. dr Leopold Jurkiewicz.
W 1991 roku Senat AGH utworzył Wydział Fizyki i Techniki Jądrowej. 30 czerwca 2004 roku nazwę zmieniono na Wydział Fizyki i Informatyki Stosowanej, która obowiązuje obecnie.

## Struktura
Wydział Fizyki i Informatyki Stosowanej składa się z następujących jednostek:
- Katedra Fizyki Ciała Stałego
  - Zespół Badań Magnetycznych, Elektrycznych i Strukturalnych
  - Zespół Efektów Kwantowych w Nanostrukturach
  - Zespół Materiałów Magnetycznych Litych i Nanomateriałów
  - Zespół Materiałów Nadprzewodzących i Magnetycznych
  - Zespół Nanostruktur Powierzchniowych
- Katedra Fizyki Materii Skondensowanej
- Katedra Fizyki Medycznej i Biofizyki
  - Zespół Badań Biomedycznych i Środowiskowych
  - Zespół Biospektroskopii Atomowej i Molekularnej
  - Zespół Obrazowania i Modelowania
- Katedra Informatyki Stosowanej i Fizyki Komputerowej
  - Zespół Technik Informacyjnych i Badań Systemowych
  - Zespół Teorii Nanostruktur i Nanourządzeń
  - Zespół Układów Złożonych
  - Zespół Wsparcia Komputerowego
- Katedra Oddziaływań i Detekcji Cząstek
  - Zespół Elektroniki Jądrowej i Detekcji Promieniowania
  - Zespół Fizyki Cząstek Elementarnych
- Katedra Zastosowań Fizyki Jądrowej
  - Zespół Fizyki Środowiska
  - Zespół Metod Jądrowych
  - Zespół Fizyki Układów Silnie Oddziałujących
- Zespół Obsługi Dydaktyki

## Kierunki i specjalności
Wydział prowadzi kształcenie studentów na następujących kierunkach:
- Computer Physics
- Fizyka Techniczna
- Fizyka Medyczna
- Informatyka Stosowana
- Mikro- i Nanotechnologie w Biofizyce
- Nanoinżynieria Materiałów (wspólnie z Wydziałem Inżynierii Materiałowej i Ceramiki)

Studia III stopnia prowadzone są w dziedzinie nauk fizycznych w dyscyplinie fizyka (z zakresu fizycznych podstaw elektroniki, fizyki cząstek elementarnych, fizyki ciała stałego, fizyki środowiska, fizyki komputerowej, fizyki medycznej i dozymetrii oraz technicznej fizyki jądrowej) oraz  w dziedzinie nauk fizycznych w dyscyplinie biofizyka.
Dla nauczycieli przygotowane są Podyplomowe Studia Pedagogiczne i Zawodowe z zakresu fizyki z elementami informatyki, matematyki z elementami informatyki, chemii z elementami ochrony środowiska, informatyki w szkole oraz przyrody.

## Działalność naukowo-badawcza
- Badania atmosfery, środowiska, zmian klimatycznych
  - WFiIS bada skład atmosfery, ze szczególnym uwzględnieniem gazów cieplarnianych(CO2, CH4, N2O) na stacji pomiarowej KASLAB na Kasprowym Wierchu. Pomiary atmosferycznych stężeń gazów cieplarnianych stanowią integralną część badań dynamiki klimatu wywołanej szybkim wzrostem stężenia tych gazów w atmosferze Ziemi, obserwowanego w ciągu ostatnich kilkudziesięciu lat. KASLAB jest jedyną stacją pomiaru składu atmosfery na terenie Europy Środkowo-Wschodniej. Dane uzyskiwane w niej są regularnie prezentowane w Raportach Rządowych dla Konferencji Stron UNFCCC.
- Prace na wielkich urządzeniach badawczych
  - Wydział od lat intensywnie uczestniczy w badaniach prowadzonych na największych urządzeniach badawczych w CERNie na Wielkim Zderzaczu Hadronów, w eksperymentach ATLAS i LHCb oraz w eksperymencie STAR na akceleratorze RHIC w Brookhaven National Laboratory. Pracownicy Wydziału uczestniczyli w prowadzonych w CERN badaniach, które doprowadziły do odkrycia Bozonu Higgsa w 2012 roku. Niespodziewanym wynikiem eksperymentów jądrowych na LHC było odkrycie przepływu kolektywnego w relatywistycznych zderzeniach proton-jądro. Zjawisko zapowiedziały i wyjaśniły przełomowe badania naukowców z WFiIS.

- Badania w zakresie fizyki ciała stałego
  - Na Wydziale opracowano rewolucyjny opis struktury atomowej kwazikryształów opartym o analizę statystyczną z użyciem koncepcji średniej komórki elementarnej. Ponadto WFiIS uzyskał przełomowe wyniki w zakresie dla magnetyzmu ultracienkich warstw FeO(111) na Pt(111) gdzie wskazano, iż zmianie właściwości strukturalnych z rosnącą grubością warstw towarzyszy pojawienie się dalekozasięgowego porządku magnetycznego w nowej fazie tlenku żelaza. Dla magnetytu wyjaśniono pochodzenie przejścia Verveya jako wyniku oddziaływania elektron-fonon przy silnym oddziaływaniu on-site. Pracownicy WFiIS prowadzą intensywne badania nt. nadprzewodnictwa wysokotemperaturowego - zjawiska pozostającego bez ostatecznego wyjaśnienia.
- Detektory promieniowania w służbie ochrony dziedzictwa narodowego i zdrowia
  - Doświadczenie WFiIS w konstrukcji najbardziej zaawansowanych detektorów z elektroniką przetwarzania danych dla rozpadów pojedynczych cząstek w CERN jest wykorzystywane w ochronie dziedzictwa oraz w ochronie zdrowia. Opracowana została technologia nieinwazyjnego obrazowania rozkładu pierwiastków w warstwach dzieł malarskich z wykorzystaniem promieniowania X (analiza fluorescencyjna z wykorzystaniem pozycjoczułego detektora śladowego promieniowania X z gazowymi powielaczami elektronów i specjalizowanymi układami scalonych). Badania doprowadziły m.in. do ostatecznego ustalenia oryginalnego tła Damy z gronostajem. Wydział pracuje nad elektronicznymi protezami, w których obraz z kamery przetwarzany jest na impulsy elektryczne wysyłane do nerwów siatkówki i dalej do mózgu. We współpracy z neurobiologami z Uniw. Stanforda WFiIS przygotował elektroniczne układy scalone, które jako jedyne na świecie pozwalają na stymulację komórek nerwowych za pomocą zdefiniowanych sekwencji impulsów i na rejestrację reakcji komórek na pobudzenie.

## Władze
Kadencja 2024–2028:
- Dziekan: prof. dr hab. inż. Bartłomiej Szafran 
  - Prodziekan ds Nauki i Współpracy: dr hab. inż. Mirosław Zimnoch, prof. AGH
  - Prodziekan ds Kształcenia: dr hab. inż. Agnieszka Obłąkowska-Mucha, prof. AGH
  - Prodziekan ds Studenckich: dr inż. Katarzyna Matusiak

## Koła naukowe
Przy Wydziale Fizyki i Informatyki Stosowanej działają:
- Koło Naukowe Informatyków „Kernel”
- Studenckie Koło Naukowe Fizyków „Bozon”
- Studenckie Koło Naukowe Fizyków Medycznych „Kerma”
- Studenckie Koło Naukowe Nanotechnologów „Hexa”